# Agares
Agares je, prema demonologiji, drugi duh Goecije; vojvoda moći Istoka u paklu. Zapovjeda nad trideset i jednom legijom. Ima lik starca koji jaše na krokodilu. Podučava jezicima, prisiljava dezertere da se vrate u vojne redove, rastjeruje neprijatelje i uništava ponos. Pod njegovim vodstvom zemljani duhovi počinju svoj ples, uzrokujući potrese.